# Abderrahim Mouhtad
Pour les articles homonymes, voir Abderrahim.
Abderrahim Mouhtad, né en 1959 à Casablanca, est un islamiste marocain, ancien responsable de la Chabiba Islamiya et opposant à la monarchie marocaine, du temps du roi Hassan II. De nos jours, il est le président de l'association marocaine Annassir, tournée vers l'aide à des salafistes nationaux.

## Parcours
Abderrahim Mouhtad adhère à la Chabiba Islamiya en 1976, où il évolue jusqu'à devenir responsable de l'achat des armes. 
En 1983, il « encadre les camps militaires en Libye et en Algérie ». 
En raison de son activisme pour la déstabilisation de la monarchie, il est condamné à mort par contumace en 1985, arrêté à l'aéroport Mohammed V de Casablanca en 1989 à la suite de son rapatriement par l'Algérie, puis incarcéré dans la prison casablancaise de Derb Moulay Chérif et condamné à perpétuité. Finalement, il sort de prison au bout de cinq ans, le roi Hassan II ayant répondu favorablement à sa demande de grâce. 
En 2004, il crée l'association Annassir, dont l'objectif est d'aider les détenus de la Salafia Jihadia et leurs familles.

### Interviews
- Youssef Ziraoui, « L'interrogatoire : “J’ai tout fait pour renverser Hassan II” », TelQuel, no 356,‎ du 14 au 21 janvier 2009 (lire en ligne)
- Mohamed Aswab, « Abderrahim Mouhtad : “Annassir ne défend pas les fauteurs de troubles imprégnés de l’idéologie takfiriste” », Aujourd'hui le Maroc,‎ 19 mai 2011 (lire en ligne)
- Mohamed Aswab, « Abderrahim Mouhtad : “Je veux épouser une troisième femme” », Aujourd'hui le Maroc,‎ 1er juillet 2011 (lire en ligne)